# Andron
Andrōn (grčki : grčki: ἀνδρών andrōn), ili andronitis (grčki: ἀνδρωνῖτις andrōnitis ), je dio grčke kuće koja je rezervirana za muškarce, za razliku od gineceja (grčki: γυναικεῖον gynaikeion ), ženske odaje. Andrōn se koristio za primanje muških gostiju. U tu svrhu soba je imala kauče, obično neparan broj kako bi se omogućio prostor za vrata, stolove koji su se mogli ugurati ispod kauča, umjetnine i sve druge potrebne potrepštine. Nisu sve klasične grčke kuće bile dovoljno velike da imaju namjenski andron, a čak i one koje su imale mogle su koristiti sobu za događaje mješovitih spolova i žene koje su primale ženske goste, kao i muškarce koji su bili domaćini simpozija.
U iskapanjima u Olynthusu, sobe identificirane kao andrōni sadržavale su predmete identificirane sa ženskim aktivnostima, kao i u ostatku kuće.
Definicija androna promijenila se iz starogrčke književnosti Homera u latinsku Vitruvijevu literaturu. Vitruvije objašnjava neke od promjena u 6. knjizi De architectura; teoretičar arhitekture Simon Weir objasnio je kontekst oko Vitruvijevih komentara.
Povjesničarka umjetnosti Hallie Franks objasnila je metafore pokreta u grčkim andronima.